# Фюрстенберг, Эгон фон
Эгон фон Фюрстенберг (29 июня 1946 года — 11 июня 2004 года) — представитель древней европейской аристократической династии Фюрстенбергов.

## Биография
Эдуард Эгон Петер Пауль Джованни, принц цу Фюрстенберг — старший сын Тассило цу Фюрстенберг и его первой жены Клары Аньелли, старшей сестры Джанни Аньелли, директора компании Fiat. У Эгона есть младший брат Себастьян и старшая сестра Вирджиния, актриса и светская львица.
Принц Эгон фон Фюрстенберг получил высшее образование в Женевском университете. Основным образом жизни богатого аристократа было посещение светских мероприятий. Бизнес принца был связан с производством одежды для мужчин. Под маркой «Egon Furstenberg» аристократ выпускал рубашки и костюмы. 
Эгона фон Фюрстенберга не стало 11 июня 2004 года в возрасте 57 лет.
В настоящее время бывшая жена принца Диана фон Фюрстенберг является всемирно известным дизайнером и вышла замуж за миллиардера Барри Диллера.

## Семья
В возрасте 21 год принц сочетался браком с Дианой Халфин в связи с беременностью невесты. Впоследствии супруга взяла фамилию принца. В течение трёх лет Диана фон Фюрстенберг родила от супруга сына Александра и дочь Татьяну. У Эгона фон Фюрстенберга больше не было детей.